# Abakowscy herbu Pobóg
Abakowscy herbu Pobóg, o przydomku Baka – polski ród szlachecki, pochodzenia tatarskiego.

## Etymologia przydomku
Według opinii Stanisława Dziadulewicza, zupełny zanik tradycji rodzinnej Abakowskich doprowadził do fałszywego przyjęcia przez ich członków przydomku Baka. Określił również, że zdefiniowane w ten sposób przez Abakowskich powiązanie z rodziną Baków jest „gołosłowne” i polega jedynie na pewnym podobieństwie brzmienia źródłosłowów (Abak z nazwiska Abakowski z wspomnianym Baka). 
Opinia ta nie zmienia jednak faktu, że bez względu na spostrzeżenia genealogiczno-moralne Dziadulewicza, członkowie tej rodziny używali tego przydomku.

## Historia
Członkowie rodu Abakowskich używali polskiego herbu szlacheckiego o nazwie Pobóg. Mieli tatarskie pochodzenie i byli spokrewnieni z rodem Abakiewiczów.
W 1819 roku z prawa do tytułu szlacheckiego wylegitymował się przed kowieńską komisją legitymacji szlachectwa, jeden z członków rodziny Abakowskich – Onufry Abakowski, syn Jana, który podał wówczas, że używał przydomku Baka, jako pochodzący od rodziny tego nazwiska. 